# 开放孔波斯特拉
开放孔波斯特拉是西班牙西北部城市聖地亞哥-德孔波斯特拉在2015年5月市政选举前夕形成的一股左派市民运动及政治组织。该党得到了革新-民族主义兄弟会、联合左翼、我们能、生态、加利西亚生态社会主义空间、以及部分无党派人士的支持。

## 历史
开放孔波斯特拉于2015年5月成立，原革新-民族主义兄弟会成员马蒂尼奥·诺列加被推选为开放孔波斯特拉领袖。该党在成立时的主要成员还有：
- 玛丽亚·罗萨斯（经管顾问，联合左翼成员）
- 豪尔赫·杜阿尔特（建筑师，原加利西亚建筑学会主席）
- 布兰卡·诺沃内拉（作家、编舞家）
- 先·杜罗（绿色生态主义活动家，加利西亚生态社会主义空间成员）
- 孔查·费尔南德斯（社会活动家，加利西亚民族主义集团地方支部领导人）
- 曼努埃尔·迪欧斯·迪斯（加利西亚和平教育研讨会主席，加利西亚生态社会主义空间成员）
- 玛尔塔·洛伊斯（政治学教授）
- 拉法·佩尼亚·比达尔（加利西亚工团联盟驻圣地亚哥-德孔波斯特拉机场分部成员，加利西亚人民阵线成员）
- 诺阿·莫拉雷斯（国际关系专家，联合左翼成员）

在2015年市政选举中，该党以16327票（34.58%）获得10个席位，成为第一大党。6月13日，马蒂尼奥·诺列加成功当选聖地亞哥-德孔波斯特拉市长。2019年市政選舉中，该党仅获得5个议席。加利西亚社会主义者党的何塞·安东尼奥·桑切斯·布加略成为新任市长。

## 选举表现
| 聖地亞哥-德孔波斯特拉市政選舉 |        |      |       |         |
| 选举年份                      | 总票数 | 排名 | %     | 议席数  |
| 2015年                        | 16327  | #1   | 34.58 | 10 / 25 |
| 2019年                        | 10651  | #3   | 20.36 | 5 / 25  |